# Lucjan Brychczy
Lucjan Brychczy (Ruda Śląska, 13 giugno 1934 – Varsavia, 2 dicembre 2024) è stato un calciatore e allenatore di calcio polacco, di ruolo attaccante.

## Carriera
Fu capocannoniere del campionato polacco nel 1957, nel 1964 e nel 1965. Con la sua Nazionale prese parte ai Giochi Olimpici del 1960.